# San Jerónimo (Metro de Huancayo)
San Jerónimo es el nombre asignado a la tercera futura estación del tramo suburbano del Metro de Huancayo en Perú. La estación será construida en la provincia de Huancayo.
La estación es la tercera a nivel del tramo suburbano, que se desarrolla en los exteriores de la ciudad de Huancayo.